# 海宁站 (丹麦)
海宁站（丹麦语：Herning Station）是丹麦海宁的主要火车站。第一代站房于1877年8月28日启用，1906年曾进行翻建，现在的车站主楼于1979年4月28日启用。海宁站现同时有丹麦国家铁路和爱瑞发两间铁路公司的列车停靠。

## 历史
海宁站第一代站房于1877年8月28日启用，第一代站房的总设计师是尼尔斯·彼泽·克里斯蒂安·霍尔瑟。1906年，海宁站进行了翻建，由时任丹麦国家铁路首席建筑师海因里克·文克主持设计。现在的站房于1979年4月28日启用，由奥勒·埃纳尔·邦丁和延斯·尼尔森共同设计，在修建现站房时拆除了原站房。2017年，海宁站再次进行翻建，其主楼内部设施及配套巴士转换站均进行升级。

## 外部連結
- 丹麦国家铁路官网对海宁站的介绍 （页面存档备份，存于）（丹麦语）